# Врси
Врси су насељено место и седиште општине у Задарској жупанији, Република Хрватска.

## Историја
До територијалне реорганизације у Хрватској налазили су се у саставу бивше велике општине Задар.

## Становништво
На попису становништва 2011. године, општина Врси је имала 2.053 становника, од чега у самим Врсима 1.627.

## Попис 1991.
На попису становништва 1991. године, насељено место Врси је имало 1.633 становника, следећег националног састава:
| Попис 1991.‍   | Попис 1991.‍  | Попис 1991.‍ | Попис 1991.‍ | Попис 1991.‍ |
| ------------- | ------------ | ----------- | ----------- | ----------- |
|               |              |             |             |             |
| Хрвати        | Хрвати       |             | 1.543       | 94,48%      |
| Албанци       | Албанци      |             | 7           | 0,42%       |
| Муслимани     | Муслимани    |             | 6           | 0,36%       |
| Италијани     | Италијани    |             | 1           | 0,06%       |
| Југословени   | Југословени  |             | 1           | 0,06%       |
| Македонци     | Македонци    |             | 1           | 0,06%       |
| Словаци       | Словаци      |             | 1           | 0,06%       |
| Словенци      | Словенци     |             | 1           | 0,06%       |
| Срби          | Срби         |             | 1           | 0,06%       |
| Црногорци     | Црногорци    |             | 1           | 0,06%       |
| остали        | остали       |             | 4           | 0,24%       |
| неопредељени  | неопредељени |             | 3           | 0,18%       |
| регион. опр.  | регион. опр. |             | 2           | 0,12%       |
| непознато     | непознато    |             | 61          | 3,73%       |
| укупно: 1.633 |              |             |             |             |